# بكر بن خارجة
بكر بن خارجة شاعر من العصر العباسي الأول. ولِدَ بكر بن خارجة في مدينة الكوفة، ولا يُعرَف تاريخ ميلاده، وهو في الأصل مولى بني أسد. كان بكر بن خارجة مولعاً بالخمرة، ويتعشَّق في قصائده بصوت الهدهد، ومعظم شعره في الخمريات، وكان الجاحظ يروي أشعاره. في أواخر حياته أصيب بكر بن خارجة بالجنون، وأكثر من هجاء الناس، فانخفضت شعبيته، ولا يُعرَف على وجه الدقة تاريخ وفاته، ويُرجِّح عمر فروخ أنَّه تُوفِّي في النصف الثاني من القرن الثالث الهجري.